# Xiping, Fujian
Xiping (kinesiska: 西坪) är en köping i sydöstra Kina. Den ligger i Anxi härad i staden Quanzhou i provinsen Fujian,  omkring 180 kilometer sydväst om provinshuvudstaden Fuzhou. Antalet invånare är 45 750. Befolkningen består av 21 909 kvinnor och 23 841 män. Barn under 15 år utgör 17,0 %, vuxna 15-64 år 75 %, och äldre över 65 år 6,0 %.